# Hochgrubachspitzen
Les Hochgrubachspitzen sont un ensemble de deux cimes montagneuses qui s’élève à 2 284 m d’altitude dans le Kaisergebirge, en Autriche.